# Батога
Батога — хутор в Приморско-Ахтарском районе Краснодарского края, входит в состав Степного сельского поселения.

## География
Хутор расположен на юго-востоке района, в 32 км от Приморско-Ахтарска, станица Степная в 6,7 км южнее, посёлок Центральный — в 7 км на восток.

## История
Наряду с другими, в том числе уже не существующими хуторами (Лопатиным, Любченко, Ульяновским), хутор Батога основан в начале XX века переселенцами с Украины, а также из Орловской и Курской губерний.

## Население
| 2002 | 2010 |
| ---- | ---- |
| 149  | ↘113 |

Население хутора составляет 112 человек (2009), в основном русские.

## Инфраструктура
Действует фельдшерско-акушерский пункт. Через территорию хутора запрещён проезд грузового транспорта, в том числе комбайнов. Имеется водопровод, однако напор воды в системе не всегда достаточен. Планируется строительство детской площадки.

## Известные жители
- Петренко Нина Деамидовна — знатная доярка, кавалер ордена Ленина[8].